# Bonaventura Genelli
Bonaventura Genelli (Berlin, 1798. szeptember 28. – Weimar, 1868. november 13.) olasz származású német festő és rajzoló.

## Pályafutása
A koppenhágai születésű Janus Genelli festő (1771–1812) fia. A berlini akadémián tanult, 1820-ban pedig Rómába ment. Itt noha az ún. nazarénus festők köréhez tartozott, művészete eltér azokétól; egyéni felfogású, néha kiegyenlítetlen, de érdekes klasszicizmus, amely jellemző módon nem annyira festményekben, mint inkább színtelen kartonokban, kontúrrajzokban adta legjavát. 1836 és 1860 között Münchenben élt nagy nélkülözések közepette, minthogy művészete – nem készített olajfestményeket, hanem rajzokat, legfeljebb arcképeket – nem talált pártolókra. Ebben az időben keletkeztek híres rajzsorozatai: 48 rajz Homéroszhoz (metszette Schütz); 36 rajz Dante Isteni színjátékához (metszette maga Genelli); Egy boszorkány élete (10 lap, metszette Merz és Gonzenbach); Egy művész élete (24 lap, metszette Merz, Gonzenbach stb.). Egy kéjenc élete (litográfia Koch), valamint egyes rajzai is, melyeknek nagy része (284 lap) a bécsi művészeti akadémia gyűjteményébe került. Inkább költő volt, mint festő, a természethűséggel keveset törődött, formái túlzottak, egyes tipikus alakok gyakran visszatérnek. 1860-ban a nagyherceg hívására Weimarba ment és bár csekély sikerrel, az olajfestésre adta magát. Főleg Schack gróf müncheni képtára számára készítette festményeit. Ide tartoznak: Európa elrablása (1860); Héraklész Omphalénál; Az angyalok Ábrahámot értesítik Izsák születéséről; Lykurgos és a bacchánsnők; Ezékiel látomása; Egy színházi függöny; Bacchus a múzsák között (1868). Genelli művei mély költői és ritmusérzékénél fogva, feltűnő túlzásaik és rajzbeli fogyatékosságuk mellett is a német klasszicizmus legérdekesebb termékei közé tartoznak.